# Australisch-schweizerische Beziehungen
Die australisch-schweizerischen Beziehungen entstanden bereits im 18. Jahrhundert zur Zeit des britischen Weltreichs.

## Diplomatische Beziehungen
Die Schweiz eröffnete 1855 ein Konsulat in Sydney und 1856 eines in Melbourne. In Adelaide gab es von 1879 bis 1918 ein Konsulat, in Brisbane von 1889 bis 1933. Im Jahr 1961 nahmen die beiden Länder diplomatische Beziehungen auf und die Schweiz richtete eine Botschaft in Canberra ein.
Die australische Botschaft in Berlin ist seit 1992 auch für die Schweiz zuständig. Das australische Generalkonsulat befindet sich in Genf; 2012 öffnete ein Honorarkonsulat in Zürich.
Australien kündigte im Oktober 2021 an, ab 2022 nach 30-jährigem Unterbruch die Botschaft in Bern wieder zu eröffnen.

## Wirtschaftliche Beziehungen
Nur wenige Jahre nach der Gründung der ersten Siedlung im Jahr 1788 trafen die ersten Schweizer in der Region von Sydney ein. Die früheste bedeutende Auswanderung von Schweizern begann nach der Ernennung von Charles La Trobe im Jahr 1839 zum Superintendanten und später zum Gouverneur von Victoria. Seine Beziehungen führten zur Emigration zahlreicher Weinbauern aus der Region Neuenburg und dem Berner Seeland, die in Victoria bedeutende Weinbaugebiete gründeten. Während des australischen Goldrausches Mitte des 19. Jahrhunderts wanderten gegen 2000 Tessiner Goldgräber aus.

## Zahlen
Ende 2011 lebten 23'378 Schweizer in Australien. Australien ist neben den USA und Kanada die bedeutendste Auslandschweizergemeinde in Übersee.